# Léon Meyer
Léon Meyer, né le 11 septembre 1868 au Havre (Seine-Inférieure) et mort le 22 janvier 1948 à Paris (Seine), est un homme politique du Havre sous la Troisième République.

## Carrière ministérielle
- Sous-secrétaire d'État aux Ports, à la Marine Marchande et aux Pêches du 14 juin 1924 au 16 avril 1925 dans le Gouvernement Édouard Herriot (1)
- Sous-secrétaire d'État à l'Économie nationale, au Commerce et à l'Industrie du 13 décembre 1930 au 22 janvier 1931 dans le Gouvernement Théodore Steeg
- Ministre de la Marine marchande du 3 juin 1932 au 14 décembre 1932 dans le Gouvernement Édouard Herriot (3)
- Ministre de la Marine marchande du 18 décembre 1932 au 28 janvier 1933 dans le Gouvernement Joseph Paul-Boncour

## Biographie
Léon Meyer, issu d’une famille israélite alsacienne, montra son goût pour la vie publique en devenant membre de nombreuses associations populaires.
Cette place dans la vie active lui permit de faire ses premières armes politiques à l’échelle de la ville. Pour ce faire, en radical convaincu, il fonda le Patronage laïque havrais en 1907. Il obtint l'appui de la Démocratie havraise, journal dirigé par son frère Edmond jusqu'en 1919. Il lui permit de se faire un nom parmi les ouvriers.
Il est élu conseiller général de la Seine-Inférieure en 1907 et conseiller municipal du Havre en 1912. Pendant la Première Guerre mondiale, il s'intéresse particulièrement à la question du ravitaillement à l'échelle du Havre.
Il souhaite apparaître comme étant proche du monde ouvrier, électorat important dans la ville, surtout dans le troisième canton dans lequel il est élu conseiller général. Sa position de radical-socialiste au sein du parti radical lui permet d'avoir d'être le meneur à gauche lors des élections municipales françaises de 1919 en devenant maire lors de ce scrutin.
Dans les premières années de son mandat municipal, Léon Meyer adopte une politique en faveur des catégories populaires. Pour le logement, il développe les habitations à loyer modéré destinées à loger une population qui s'accroit rapidement. Dans le contexte de la hausse des coûts de la vie au lendemain de la guerre, il fait ouvrir une boucherie municipale pour concurrencer les prix pratiqués par ces autres établissements privés. Dans le même temps, il fait importer des viandes de bœuf du Maroc moins coûteuses que dans les cheptels français. Il réussit à rester proche de l’Union syndicale havraise et principalement des ouvriers du port autonome. Cela se traduit par un projet de réorganisation de la Compagnie générale transatlantique où l’État accroîtrait son rôle.
En 1923, il est élu député, mandat qu’il conserve jusqu’à la Seconde Guerre mondiale. À la Chambre des Députés, il milite en faveur du droit des femmes, de l’impôt sur le capital notamment. Il s'intéresse particulièrement à la marine marchande en étant sous-secrétaire d’État à deux reprises puis ministre de ce même domaine entre 1932 à 1933.
Cependant, dans les années 1930, il est reporté vers le centre par la montée des communistes. Il rejette toute idée d’alliance du parti radical avec le Parti communiste français et les socialistes de la SFIO pendant le Front populaire. Il quitte le parti radical en 1937 à la suite de dissensions internes sur l'attitude à avoir vis-à-vis de l'alliance des gauches.
À l'arrivée des Allemands en juin 1940 et sur ordre du ministre de l'Intérieur Georges Mandel, il quitte Le Havre avec la plupart de ses adjoints et le sous-préfet de l'arrondissement. Il se rend à Vichy en juillet pour voter les pleins pouvoirs à Philippe Pétain. Il est officiellement démis de ses fonctions électives par le statut des juifs en juin 1941.
Il est arrêté en 1944 et est déporté au camp de Bergen-Belsen puis à Theresienstadt jusqu'à la Libération. De retour au Havre, il se présente aux élections constituantes de 1945, mais échoue. Il finit sa vie à Paris où il meurt en 1948.
Jusqu'en 2016, un buste à son effigie  se trouve au milieu d’une place du Havre qui porte le nom de Léon Meyer.

## Distinctions
- Officier de la Légion d'honneur (5 mai 1919)[2]
- Commandeur de l'ordre du Mérite maritime, de plein droit en tant que ministre de la Marine marchande[3].
- Officier de l'Instruction publique
- Officier de l'ordre de la Couronne (Belgique)